# Gerhard Dörfler
Gerhard Dörfler (ur. 29 maja 1955 w Deutsch-Griffen) – austriacki polityk, samorządowiec i menedżer, parlamentarzysta, w latach 2008–2013 starosta Karyntii.

## Życiorys
Urodził się jako najstarsze z ośmiorga dzieci kierowcy ciężarówki, jego rodzina miała tradycje socjaldemokratyczne. W młodości był biegaczem średnio- i długodystansowym (w tym mistrzem Karyntii w tej dziedzinie), a także członkiem kadry juniorów Austrii w biegach narciarskich. Zdobył wykształcenie średnie. W 1970 rozpoczął praktykę jako urzędnik bankowy w Volksbanku w Feldkirchen in Kärnten, od 1976 do 1985 kierował oddziałem tego banku w Ossiach. Później od 1985 do 1998 był menedżerem magazynu browaru w Feldkirchen in Kärnten, a od 1999 do 2001 kierował magazynem browaru Schleppe w Klagenfurcie.
Należał do Wolnościowej Partii Austrii, od 2005 po rozłamie w niej działał w Sojuszu na rzecz Przyszłości Austrii. Od 2004 był członkiem władz Karyntii, a od 2006 pierwszym zastępcą Jörga Haidera. Odpowiadał za turystykę, transport, budowę dróg, wsparcie rodzin i starszych oraz przedszkola. Po śmierci Haidera od 11 października 2008 tymczasowo pełnił obowiązki starosty krajowego, 23 października wybrano go na to stanowisko. W 2009 po wygranych wyborach uzyskał reelekcję na stanowisko, wybrano go także do landtagu. W grudniu 2009 oderwał się wraz z karyncką organizacją od BZÖ, wyodrębniając Partię Wolności Karyntii (w 2013 przyłączoną do FPÖ). W 2013 jego lista otrzymała zaledwie 16,3%, w związku z czym utracił stanowisko starosty. W tym samym roku jako delegat kraju związkowego zasiadł w Radzie Federalnej. Zrezygnował z mandatu w 2017, gdy wniesiono przeciw niemu oskarżenie o nadużycie władzy i korupcję w ramach udziału w tzw. "aferze broszurowej" (niem. Broschüren-Affäre). Zarzuty o nadużycie władzy wycofano w 2018 roku i zamieniono na zarzuty o łagodniejsze przestępstwo naruszenia zaufania publicznego. Ostatecznie został skazany za korupcję i naruszenie zaufania publicznego na karę 8 miesięcy więzienia w zawieszeniu i 15 000 euro grzywny.

## Życie prywatne
Od 1973 żonaty z Margaret, ma dwie córki. W 2011 wyróżniony Wielką Srebrną Odznaką Honorową na Wstędze za Zasługi dla Republiki Austrii.